# Люди моєї долини
«Люди моєї долини» — радянський художній фільм 1960 року, знятий режисером Сигізмундом Навроцьким на Кіностудії ім. О. Довженка.

## Сюжет
В Поліссі люди споконвіку страждали від підтоплення земель. Вони до цього звикли, з цим зжилися. І голова колгоспу Товкач вважає, що так буде завжди. А меліоратор Євген Бурчак (Євген Самойлов) з цим не згоден. Він наполегливо наполягає на продовженні робіт з осушення. Сперечається з Товкачем і парторг Парася (Віра Васильєва). Енергійна, спритна, вона з ранку до вечора у полі. Разом зі Стойводою (Микола Тимофєєв), які приїхали сюди з району, вона організовує людей на будівництво нового каналу.

## У ролях
- Євген Самойлов — Євген Бурчак
- Віра Васильєва — Парася
- Степан Шкурат — Нехода
- В'ячеслав Воронін — Тимофій
- Варвара Маслюченко — Настя
- Василь Нещипленко — Муров
- Євген Тетерін — Слонь
- Микола Тимофєєв — Стойвода
- Лідія Федосеєва-Шукшина — Василина
- Віктор Добровольський — Товкач
- Григорій Тесля — голова колгоспу
- Микола Засєєв-Руденко — епізод
- Любов Комарецька — епізод

## Знімальна група
- Режисер — Сигізмунд Навроцький
- Сценаристи — Василь Земляк, Микола Рожков
- Оператор — Володимир Войтенко
- Композитор — Герман Жуковський